# Tomáš Třeštík
Tomáš Třeštík (* 5. března 1978 Praha) je český fotograf. Po dokončení Prvního obnoveného reálného gymnázia vystudoval katedru fotografie na pražské FAMU.
Nejvíce se proslavil portréty ze svého balkónu. Převážně se věnuje reklamní fotografii. Na základě svých deníků a blogů napsal knihu Po povrchu.
V roce 2013 v Praze založil střední a vyšší odbornou uměleckou školu Akademie Michael, ve které dosud externě vyučuje fotografii..
S manželkou, spisovatelkou Radkou Třeštíkovou, se kterou se oženil v roce 2012, má dvě děti – Elu a Jonatána. V roce 2021 se s manželkou rozešel, rozvod ale neproběhl. Třeštíkovou partnerkou pak byla několik let Eva Decastelo, v únoru 2025 oznámili rozchod.

## Dílo

### Prozaické
- Po povrchu. [s.l.]: Motto, 2021. 224 s. ISBN 978-80-267-1957-1.

### Profesní
- Osobnosti současné české reklamní a módní fotografie. [s.l.]: Atemi, 2002. 160 s. ISBN 80-238-8197-3.
- Katka - příběh narkomanky. [s.l.]: Motto, 2020. 176 s. ISBN 978-80-267-1819-2. Autor fotografii.